# 1990 ve fotografii

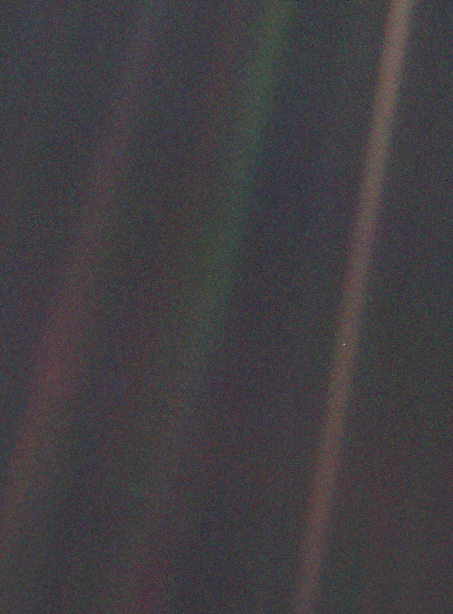
Země ze vzdálenosti 6,1 miliard kilometrů vypadá jako malá tečka (modrobílá skvrna zhruba uprostřed pravého hnědého pruhu) v temnotě vesmíru. Podle NASA má Země na pořízené fotografii velikost něco málo přes desetinu pixelu.

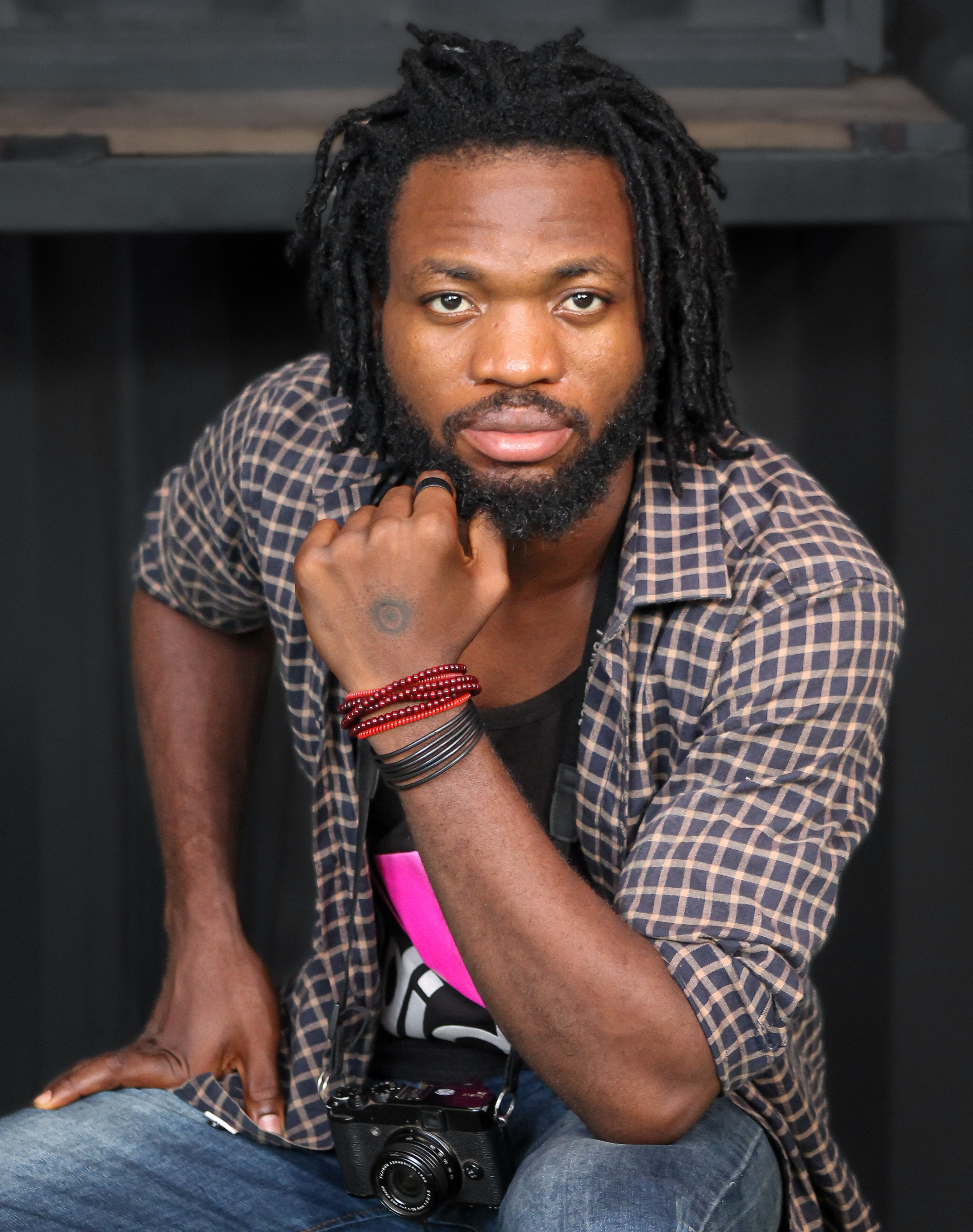
Dne 24. října 1990 se narodil Neec Nonso, nigerijský umělec, který pracuje v oblasti rozšířené reality (AR), fotografie a filmové tvorby

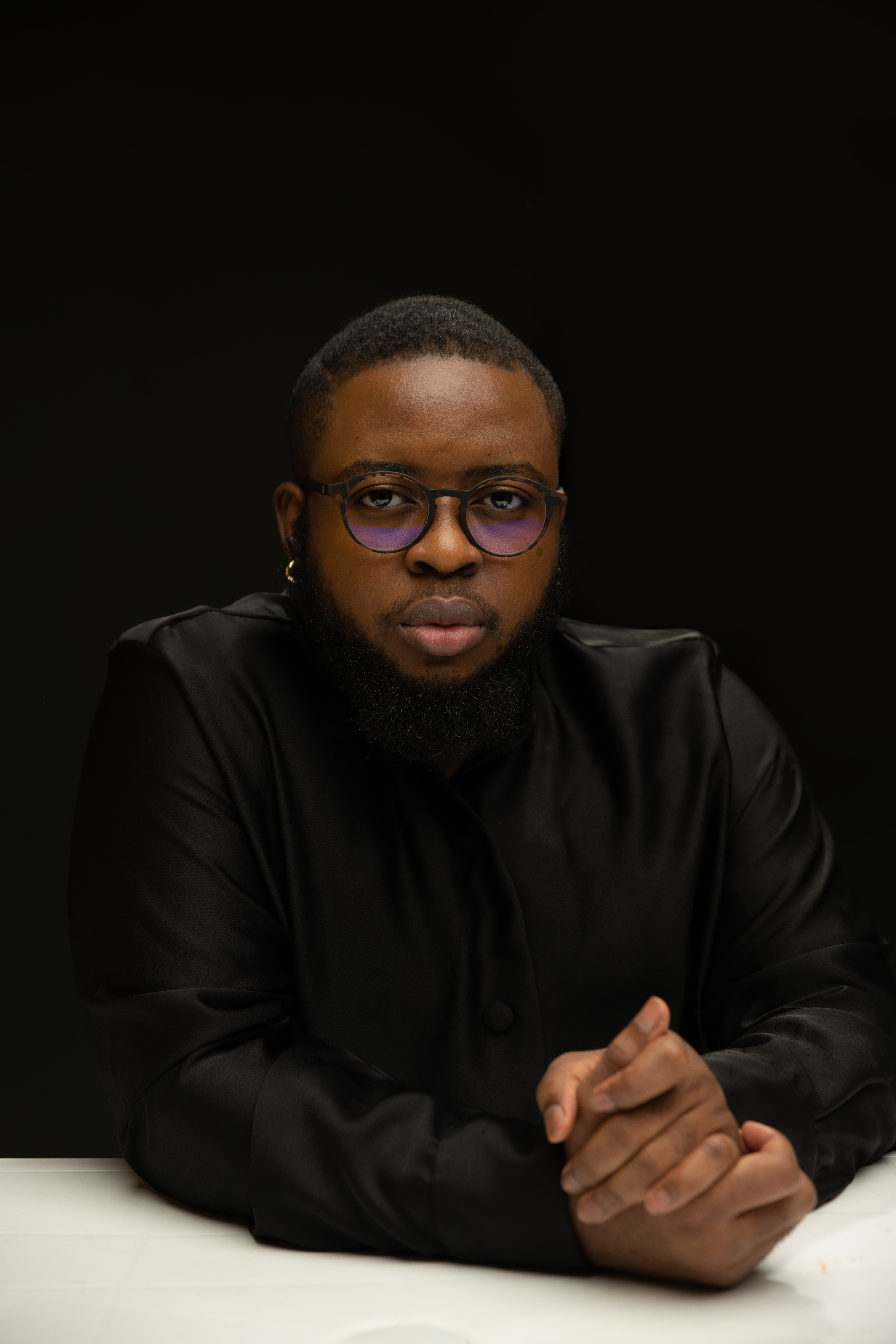
Dne 28. října se narodil Anny Robert, nigerijský portrétní fotograf

Tento článek obsahuje významné fotografické události v roce 1990.

## Události
- Kodak předvedl Photo CD, který převádí obrazy z 35mm filmu do digitální podoby a uchovává je na kompaktním disku. Ten lze přehrát v přehrávači CD-I, CD-ROM XA, Photo CD nebo v CD-ROM XA mechanice počítače a fotografie prohlížet na televizní obrazovce nebo monitoru počítače. Kapacita disku je 100 fotografií o velikosti od 3 do 6 MB.[1]

- Sonda Voyager 1 ze vzdálenosti 3,7 miliard mil (40,5 AU) pořídila snímek Země s názvem Bledě modrá tečka.[2]

Fotografické festivaly a výstavy
- Rencontres d'Arles, červenec–září
- Mois de la Photo, Paříž, listopad

## Ocenění
- World Press Photo – Georges Merillon
- Prix Niépce – Hugues de Wurstemberger
- Prix Nadar – Jean Mounicq, Paris retraversé, Imprimerie nationale
- Cena Oskara Barnacka – Raphaël Gaillarde, (Francie)
- Grand Prix national de la photographie  – Helmut Newton
- Grand prix Paris Match du photojournalisme – Jane Evelyn Atwoodová za Perm, URSS 90, prisons de femmes

- Cena Ericha Salomona – Cristina García Rodero
- Cena za kulturu Německé fotografické společnosti – Cornell Capa  a Sue Davies  a Anna Fárová

- Cena Ansela Adamse – Edward Schell
- Cena W. Eugena Smithe – Carl DeKeyzer
- Zlatá medaile Roberta Capy – Bruce Haley, Black Star, U.S. News & World Report.
- Pulitzer Prize for Spot News Photography – Fotografové Oakland Tribune, Kalifornie, za jejich fotografie devastací způsobených zemětřesením Loma Prieta 17. října 1989. Členové týmu Oakland Tribune byli: Tom Duncan, Angela Pancrazio, Pat Greenhouse, Reginald Pearman, Matthew Lee, Gary Reyes, Michael Macor, Ron Riesterer, Paul Miller a Roy H. Williams.
- Pulitzer Prize for Feature Photography – David C. Turnley, Detroit Free Press, „za fotografie politických povstání v Číně a východní Evropě.“
- Infinity Awards – Jacques Langevin, Gordon Parks, Yousuf Karsh, Annie Leibovitz, Chuck Close, Max Kozloff, publikace On the Art of Fixing a Shadow; Bulfinch Press, Miro Švolík, Curatorial Achievement, Grace Mayer
- Cena Higašikawy – Graciela Iturbide, Osamu Murai, Tokihiro Sató, Kazumi Kurigami
- Cena za fotografii Ihei Kimury – Mičiko Kon
- Cena Nobua Iny – Jun Ču-jong
- Cena Kena Domona – Manabu Mijazaki

- Prix Paul-Émile-Borduas – Michel Goulet
- Fotografická cena vévody a vévodkyně z Yorku – Pamela Harris

- Prix international de la Fondation Hasselblad – William Klein

## Narození v roce 1990
- 22. února – Hamza Yassin, britský kameraman, fotograf a moderátor na téma divoké přírody súdánského původu
- 3. července – Lenka Glisníková, česká umělecká fotografka, fotoeditorka zpravodajského serveru Seznam Zpráv, držitelka Ceny Jindřicha Chalupeckého, věnuje také produktové a reklamní fotografii
- 17. července – Adetona Omokanye, nigerijský umělecký fotograf, v roce se 2020 přestěhoval z Lagosu do Kanady
- 24. října – Neec Nonso, nigerijský umělec, který pracuje v oblasti rozšířené reality (AR), fotografie a filmové tvorby
- 28. října – Anny Robert, nigerijský portrétní fotograf
- 8. listopadu – Hennadij Afanasjev, ukrajinský aktivista vystupující proti anexi Krymu, fotograf a politický vězeň († 21. prosince 2022)
- ? – Olivia Buckinghamová, britská socialistka narozená v Hongkongu, redaktorka časopisu a bývalá fotografka
- ? – Olivia Locherová, americká konceptuální fotografka, proslula svou fotografickou sérií Bojovala jsem se zákonem
- ? – Cecilie Bødkerová, dánská spisovatelka, fotografka a feministka
- ? – Caleb Femi, britsko-nigerijský autor, filmař a fotograf
- ? – Lebohang Kganye, jihoafrická fotografka a vizuální umělkyně žijící a pracující v Johannesburgu. zkoumá své rodinné příběhy procházením starých fotoalb a nahráváním příběhů vyprávěných členy její rodiny, znovu vytváří okamžiky v rodinné historii, které sama nezažila.
- ? – Mbali Dhlaminiová, jihoafrická umělkyně a fotografka, věnuje se převážně fotografii a dobovým médiím, africké ženy zdobené tradiční indigovou barvou, postkoloniální otázky
- ? – Ragna Vorkinnslienová, norská politička, fotografka a konzultantka v oblasti komunikace

## Úmrtí v roce 1990
- 1. ledna – Jan Svoboda, český fotograf (* 27. července 1934)
- 5. ledna – Jaroslav Rössler, český avantgardní fotograf (* 25. května 1902)
- 9. ledna – Rosemarie Clausen, německá fotografka (* 5. března 1907)
- 21. ledna – Trude Fleischmann, rakousko-americká fotografka (* 22. prosince 1895)
- 22. ledna – Roman Vishniac, Rusko‑americký biolog a fotograf (* 19. srpna 1897)
- 10. února – Pierre Bertogne, lucemburský drogista, fotograf a filmař (* 25. června 1898)
- 15. února – Norman Parkinson, anglický módní fotograf (* 21. dubna 1913)
- 7. dubna – Anatolij Garanin, sovětský novinářský fotograf (* 10. června 1912)
- 9. června – Angus McBean, velšský fotograf (* 8. června 1904)
- 11. července – Mauno Mannelin, finský fotograf (* 15. ledna 1910)
- 2. srpna – Irving Rusinow, americký fotograf (* 1915)
- 10. srpna – Pol Aschman, lucemburský fotoreportér a kronikář (* 8. února 1921)
- 15. září – Ken Domon, japonský fotograf (* 25. října 1909)
- 25. října – Bohumil Vančo, slovenský psycholog, umělec, vynálezce a fotograf (* 14. října 1907)
- 2. listopadu – Eliot Porter, americký fotograf přírody (* 6. prosince 1901)
- 5. listopadu – Šunkiči Kikuči, japonský fotograf (* 1. května 1916)
- 24. listopadu – Marion Post Wolcottová, americká fotografka (* 7. června 1910)
- 28. prosince – Sláva Štochl, český fotograf (* 12. ledna 1913)
- ? – Voula Papaioannou, řecká dokumentární fotografka (* 1898)
- ? – Craig Owens, americký postmodernistický umělecký kritik, gay aktivista a feminista (* 1950)